# Тихвинское кладбище (Санкт-Петербург)
Ти́хвинское кла́дбище — одно из городских мемориальных кладбищ, расположено на бывшей территории Александро-Невской лавры в Санкт-Петербурге.

## История
К началу XIX века Лазаревское кладбище Александро-Невской лавры было переполнено, и решено было выделить новый участок для захоронений. Кладбище, первоначально названное Ново-Лазаревским, было заложено в 1823 году. В 1869—1871 годах в северной части Ново-Лазаревского кладбища была возведена церковь-усыпальница, освященная во имя чудотворной иконы Тихвинской Божьей Матери. Деньги на строительство храма в византийско-русском стиле были пожертвованы купцами Полежаевыми, для членов семьи которых в усыпальнице было выделено 20 мест с 13 могилами. В 1876 году Новое Лазаревское кладбище переименовано в Тихвинское. Храм был закрыт в 1931 году и переделан под почту.

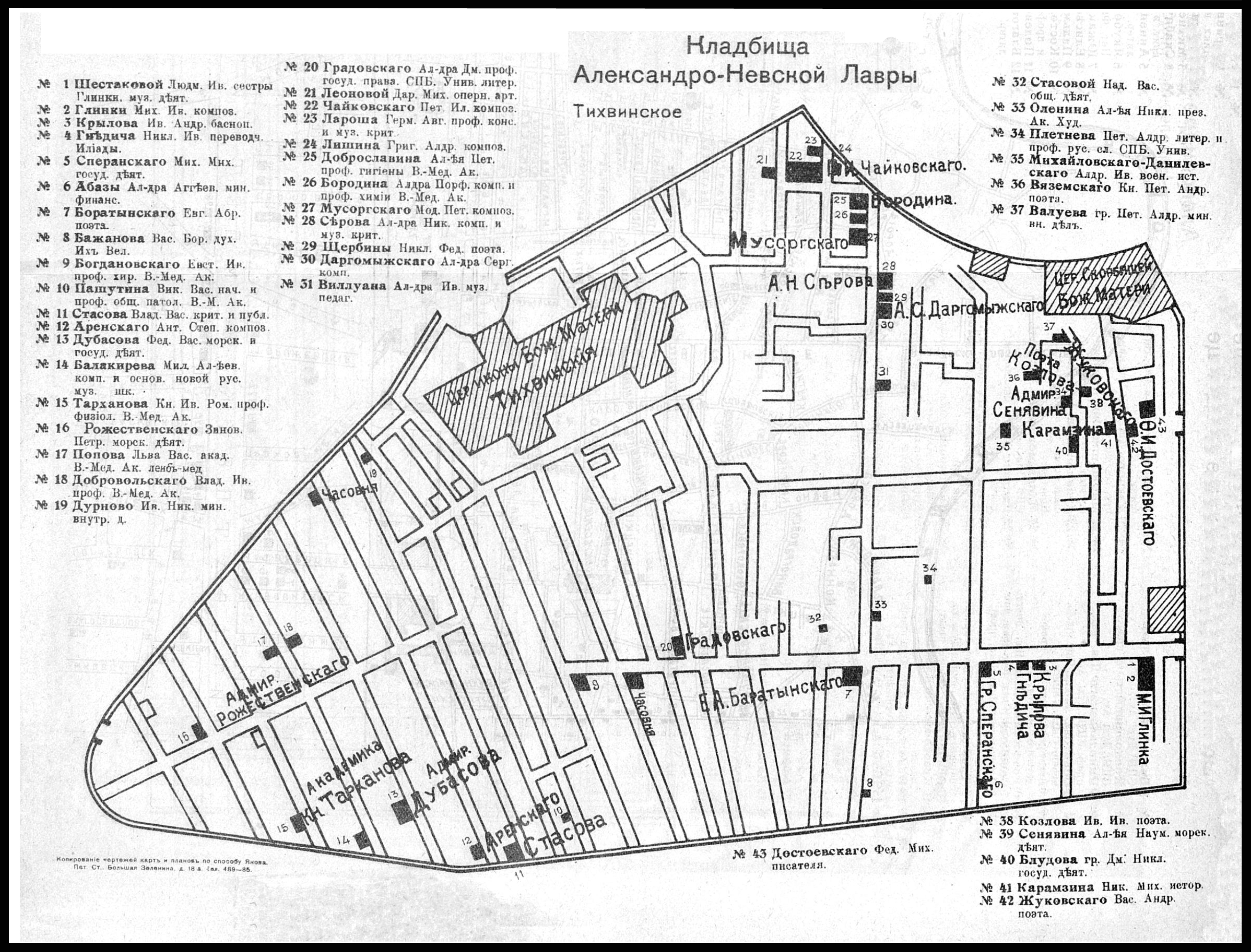
План кладбища, 1914 год

Скульптура льва в Некрополе мастеров искусств Александро-Невской лавры в Санкт-Петербурге

В рамках политики реконструкции кладбищ и в связи с созданием Музея-некрополя (позднее — Музея городской скульптуры) советская власть в 1935—1937 годах осуществила перепланировку кладбища (архитекторы Е. Н. Сандлер и Е. К. Реймерс), в связи с организацией так называемого «Некрополя мастеров искусств». В этот вновь созданный «мемориальный парк» с других кладбищ города (Фарфоровского, Митрофаниевского (уничтожены вместе с храмами), Малоохтинского православного, Выборгского римско-католического (уничтожено), Смоленских православного, лютеранского и армянского, Волковских православного и лютеранского, Новодевичьего и Никольского) были свезены около 60 надгробий и памятников, объявленных историческими и художественными ценностями. В то же время на самом Тихвинском кладбище были уничтожены многие могилы, которые, по мнению советских властей, «не представляли никакой ценности».
В некрополе представлены памятники, установленные, начиная со второй половины XIX века, по наше время, при явном преобладании памятников конца этого века и начала XX столетия. Для этих памятников характерна утрата образного монументализма, свойственного русскому классицизму в пору его расцвета. Памятники нередко отличаются усложнённой композицией, насыщенностью второстепенных деталей, а в портретах — стремлением к натуралистическому изображению личности, не всегда способствующему раскрытию образа портретируемого. Памятники в некоторой мере сгруппированы по признаку творческого родства своих персонажей. Уточнение того, является ли памятник надгробием или кенотафом, отсутствует.
Авторы памятников: С. И. Гальберг, И. П. Витали, А. И. Теребенёв, П. П. Забелло, Н. А. Лаверецкий, И. Я. Гинцбург, В. А. Беклемишев, А. В. Щусев и др.
Долгие десятилетия после погребения в 1966 году Николая Черкасова кладбище считалось закрытым. Главным образом из-за того, что это музей. Исключение было сделано лишь для праха композитора Александра Глазунова, перевезённого из Франции в 1972 году, и Георгия Товстоногова, похороненного здесь в 1989 году. В настоящее время кладбище не относится к территории Александро-Невской Лавры.

## Захоронения и кенотафы выдающихся личностей в Некрополе мастеров искусств
Утраченные и перенесённые могилы

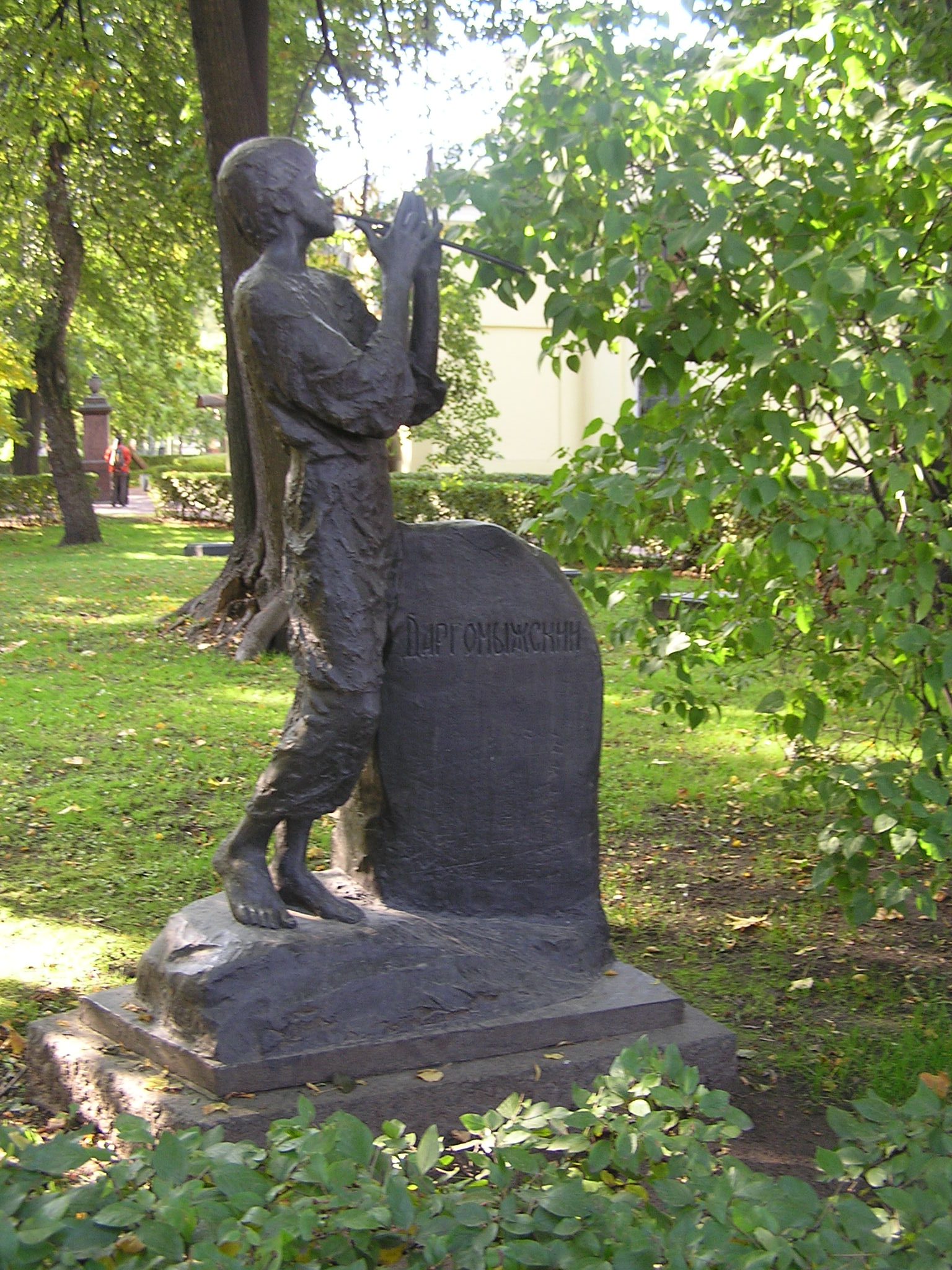
Памятник на могиле А. С. Даргомыжского

- Абаза, Александр Аггеевич (1821—1895) Государственный контролер, министр финансов.
- Алексий (Шестаков) (1754—1826) Схимонах, духовник митрополита Серафима; беседовал с императором Александром I перед его отъездом в Таганрог в 1825 г.
- Бажанов, Василий Борисович (1800—1883) Протопресвитер, императорский духовник.
- Бехтерева, Наталья Петровна (1860—1926) Жена В. М. Бехтерева, основателя Института мозга.
- Валуев, Петр Александрович (1814—1890) Министр внутренних дел, председатель Комитета министров; зять поэта П. А. Вяземского.
- Вяземский, Павел Петрович (1820—1888) Сын П. А. Вяземского; историк, литератор, основатель Общества древней письменности.
- Гейденрейх, Богуслав Богуславович (1818—1895) Академик архитектуры.
- Гёрсеванов, Михаил Николаевич (1830—1907) Директор Института путей сообщения, основатель Русского технического общества, крупный специалист по портовым сооружениям, один из создателей проекта Транссибирской железнодорожной магистрали.
- Демидов, Павел Николаевич (1798—1840) Заводчик, основатель Демидовских премий Академии наук.
- Дубасов, Федор Васильевич (1845—1912) Генерал-адъютант, адмирал, московский генерал-губернатор.
- Дурново, Иван Николаевич (1835—1903) Министр внутренних дел, председатель Комитета министров.
- Карамзина, Елизавета Николаевна (1821—1891) Дочь Н. М. Карамзина от брака с Б. А. Колывановой.
- Карамзина, Софья Николаевна (1802—1856) Дочь Н. М. Карамзина от первого брака с Е. И. Протасовой. Ум. 1802.
- Карташевская, Надежда Тимофеевна (?-1887) Сестра писателя С. Т. Аксакова, жена математика Г. И. Карташевского.
- Леонтьев, Николай Степанович (1862—1910), русский военный и политический деятель, исследователь Эфиопии.
- Мещерская, Екатерина Николаевна (1806—1867) Дочь Н. М. Карамзина, жена подполковника кн. П. И. Мещерского.
- Михайловский-Данилевский, Александр Иванович (1790—1848) Участник Отечественной войны 1812 г., военный историк, сенатор, генерал-лейтенант.
- Нольде, Эммануил Юльевич (1854—1909) Управляющий делами Комитета министров.
- Остелецкий, Константин Степанович (1847—1904) Вице-адмирал, главный инспектор минного дела.
- Петров, Василий Петрович (1778—1829) Архитектор Александро-Невской лавры.
- Попов, Лев Васильевич (1844—1906) Академик Военно-медицинской академии, лейб-медик.
- Рикорд, Петр Иванович (1776—1855) Адмирал, кругосветный мореплаватель, исследователь Камчатки и северной части Тихого океана, председатель Морского учёного комитета, председатель Пароходного комитета.
- Рикорд, Людмила Ивановна (1794—1883) Русская писательница, жена адмирала П. И. Рикорда.
- Рожественский, Зиновий Петрович (1848—1909) Вице-адмирал, командующий 2-й Тихоокеанской эскадрой.
- Саблуков, Александр Александрович (1783—1857) Генерал-лейтенант, инженер, изобретатель центробежного насоса.
- Сибирский, Николай Александрович (19.11.1827 — 07.07.1843) Чингизид, князь, потомок последнего хана Сибири Кучума.
- Сипягин, Дмитрий Сергеевич (1853—1902) Министр внутренних дел, шеф жандармов; убит эсером С. В. Балмашевым.
- Стояновский, Николай Иванович (1820—1900) Председатель департамента гражданских и духовных дел Государственного совета, вице-председатель Русского музыкального общества.
- Суворов-Рымникский, Константин Аркадьевич, кн. Италийский. (1809—1878). Внук А. В. Суворова.
- Сухозанет, Иван Онуфриевич (1788—1861) Генерал-адъютант, начальник гвардейского артиллерийского корпуса.
- Танеев, Александр Сергеевич (1785—1866) Сенатор, статс-секретарь, управляющий 1 отделением Собственной канцелярии.